# هنری آنسپاچ
هنری آنسپاچ (انگلیسی: Henri Anspach; ۱۰ ژوئیهٔ ۱۸۸۲ – ۲۹ مارس ۱۹۷۹) شمشیرباز اهل بلژیک بود.